# Прибилци
Прибилци (мкд. Прибилци) су насеље у Северној Македонији, у југозападном делу државе. Прибилци припадају општини Демир Хисар.

## Географија
Насеље Прибилци је смештено у југозападном делу Северне Македоније. Од најближег већег града, Битоља, насеље је удаљено 35 km северно.
Прибилци се налазе у средишњем делу области Демир Хисар. Насеље је положено у горњем делу тока Црне реке, у долинском делу. Западно од насеља се издиже Плакенска планина, а североисточно Бушева планина. Надморска висина насеља је приближно 660 метара.
Клима у насељу је континентална.

## Становништво
По попису становништва из 2002. године Прибилци су имали 266 становника.
Претежно становништво у насељу су етнички Македонци (100%).
Већинска вероисповест у насељу је православље.